# 손전등

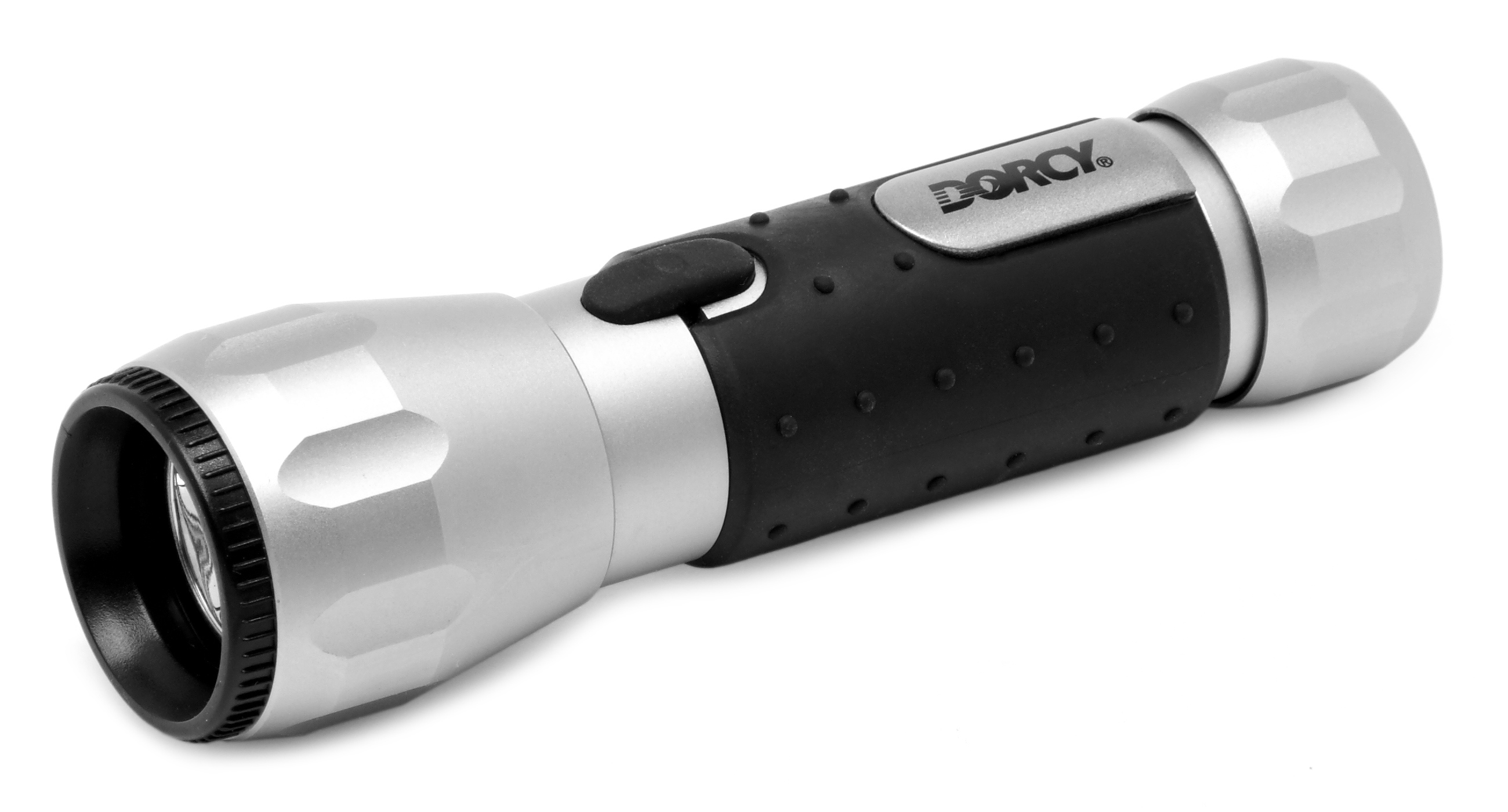
손전등

손전등(-電燈, flashlight, 북미 이외의 지역은 torch)은 작은 휴대용 전등이다. 발광원으로는 주로 작은 백열등이나 발광 다이오드가 쓰인다. 전형적인 손전등은 건전지, 전구 또는 발광 다이오드로 된 발광원, 빛을 모아 앞으로 비추는 반사경, 전원을 켜고 끄는 스위치, 발광원을 보호하기 위한 유리 덮개(성능 향상을 위해 렌즈가 장착되기도 한다), 그리고 이것들을 감싸는 몸체로 구성되어 있다.
1899년 건전지와 소형 백열등의 등장을 바탕으로 최초의 손전등이 발명되었다.

## 역사

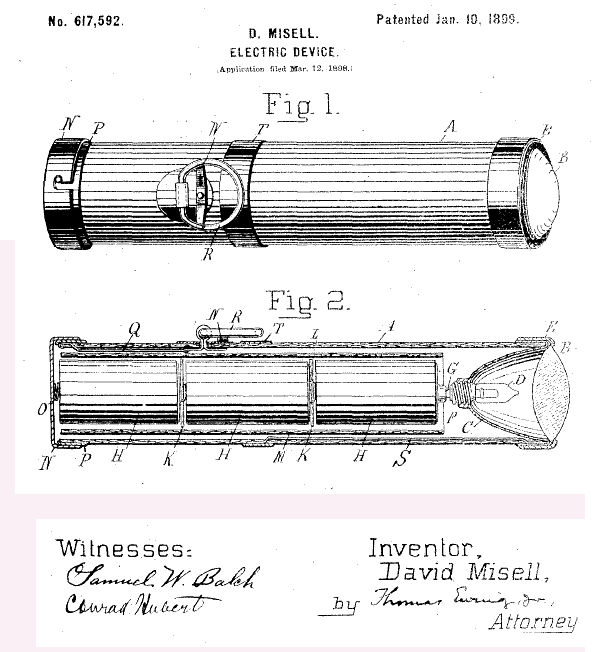
미국 발명특허 제 617592 호. (1899년 1월 10일 등록) 최초의 손전등 특허에 수록된 도해

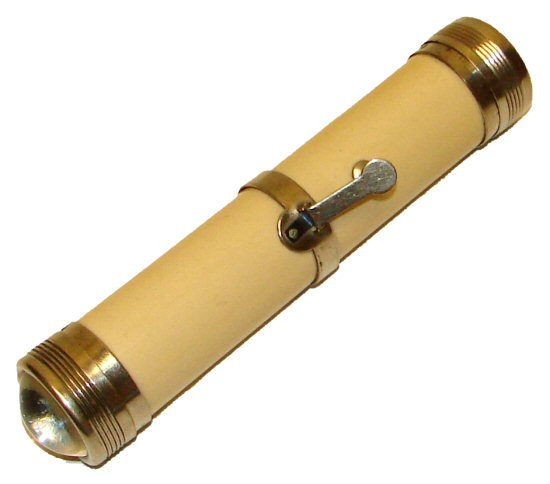
최초의 손전등. 전구 앞에 볼록 렌즈를 달았다.

1896년 미국의 발명가 데이비드 미셀(David Misell)은 습식 전지와 전등을 이용하여 들고 다닐 수 있는 렌턴을 발명하였지만 상업적인 성공을 거두지는 못하였다. 1898년 미셀은 건전지를 이용한 막대 모양의 손전등을 발명하고 이전의 습식 전지와 달리 스위치를 켜면 즉시 전구가 켜진다는 의미에서 플래시라이트(Flashlight)라고 이름지었다. 손전등의 디자인은 1899년 1월 3일 특허 출원되었고 1월 10일 등록번호 제 617592 호로 등록되었다. 특허 발명인은 데이비드 미셀로 기록되었고 출원인은 에너자이저 사의 전신인 아메리칸 일렉트리컬 노벨티 앤드 메뉴팩쳐링 컴퍼니(American Electrical Novelty and Manufacturing Company, 미국전기혁신 제조회사)로 등재되었다.
미셀의 손전등은 몇 차례의 개선을 거쳐 1904년 상업적인 성공을 거두게 되었고 빠른 속도로 기존의 등유 렘프를 대체하였다. 반사경과 보다 큰 배터리를 사용하여 작동 시간을 늘린 손전등은 1922년 당시 미국 내에서 1천만 개 이상이 판매되었고, 시장 규모는 2천만 달러에 달하게 되었다. 1930대 말에 이르러 손전등은 중국에서도 선풍적인 인기를 누리게 되어 당시 중국 내에는 60여 개의 크고 작은 손전등 제조 회사가 있었다. 1920년대 중반부터 홍콩은 손전등을 제조하여 아시아 전역에 판매하기 시작하였다. 당시에는 철물점에서 손전등을 만들어 수출하기도 하였다. 손전등에서 시작한 홍콩의 전기 제품 생산은 이후 유럽의 여러 회사와 합작하여 가전 제품 제조로 발전하여, 1990년대 이후 대부분의 제조 라인이 중국 본토로 이전될 때까지 성행하였다.

## 발광원
최초의 손전등은 탄소 소재 필라멘트의 꼬마 전구를 발광원으로 사용하였고, 1910년 효율 개선을 위하여 텅스턴 소재의 필라멘트가 도입되었다. 1999년 캘리포니아의 루밀레드 코퍼레이션에서 발광 다이오드를 발광원으로 하는 손전등을 개발하였다.

## 같이 보기
- 형광봉
- 전조등
- 제등
- 탐조등
- 횃불